# U-Bahnhof Merkur Spiel-Arena/Messe Nord
Der U-Bahnhof Merkur Spiel-Arena/Messe Nord (Eigenschreibweise U-Bahnhof MERKUR SPIEL-ARENA/Messe Nord) ist ein oberirdischer U-Bahnhof im Düsseldorfer Stadtteil Stockum zwischen dem Messegelände und der Merkur Spiel-Arena und wurde im September 2004 in Betrieb genommen. In der großzügigen, für den Besucherandrang bei Großveranstaltungen in dem Stadion oder der Messe ausgelegten Bahnhofsanlage endet zurzeit nur die Stadtbahnlinie U 78.

## Geschichte
Mit dem Bau wurde Anfang Januar 2004 begonnen.
Der U-Bahnhof wurde am 6. September 2004 nach 8 Monaten Baudauer für 30,8 Millionen Euro zeitgleich mit der Multifunktionsarena Düsseldorf und dem neuen Messe-Eingang Nord fertiggestellt. Damit verbunden war die Verlegung der Endhaltestelle der Line U 78, die zuvor an der Haltestelle Messe/Rheinstadion unweit des heutigen U-Bahnhof Sportpark Nord/Europaplatz endete.
Seine erste Belastungsprobe bestand der Arena-Bahnhof am 10. September 2004, als Fortuna Düsseldorf ihr erstes Regionalliga-Spiel in der neuen Arena 2:0 gegen den 1. FC Union Berlin vor einer Rekordkulisse von 38.000 Zuschauern gewann.
Wie das anliegende Stadion wurde auch der U-Bahnhof bereits öfter umbenannt. Der aktuelle Name seit August 2018 lautet MERKUR SPIEL-ARENA/Messe Nord, die ehemaligen Namen waren Arena/Messe Nord, LTU arena/Messe Nord (bis Juni 2009) und ESPRIT arena/Messe Nord (bis Juli 2018).

## Bahnhofsanlage

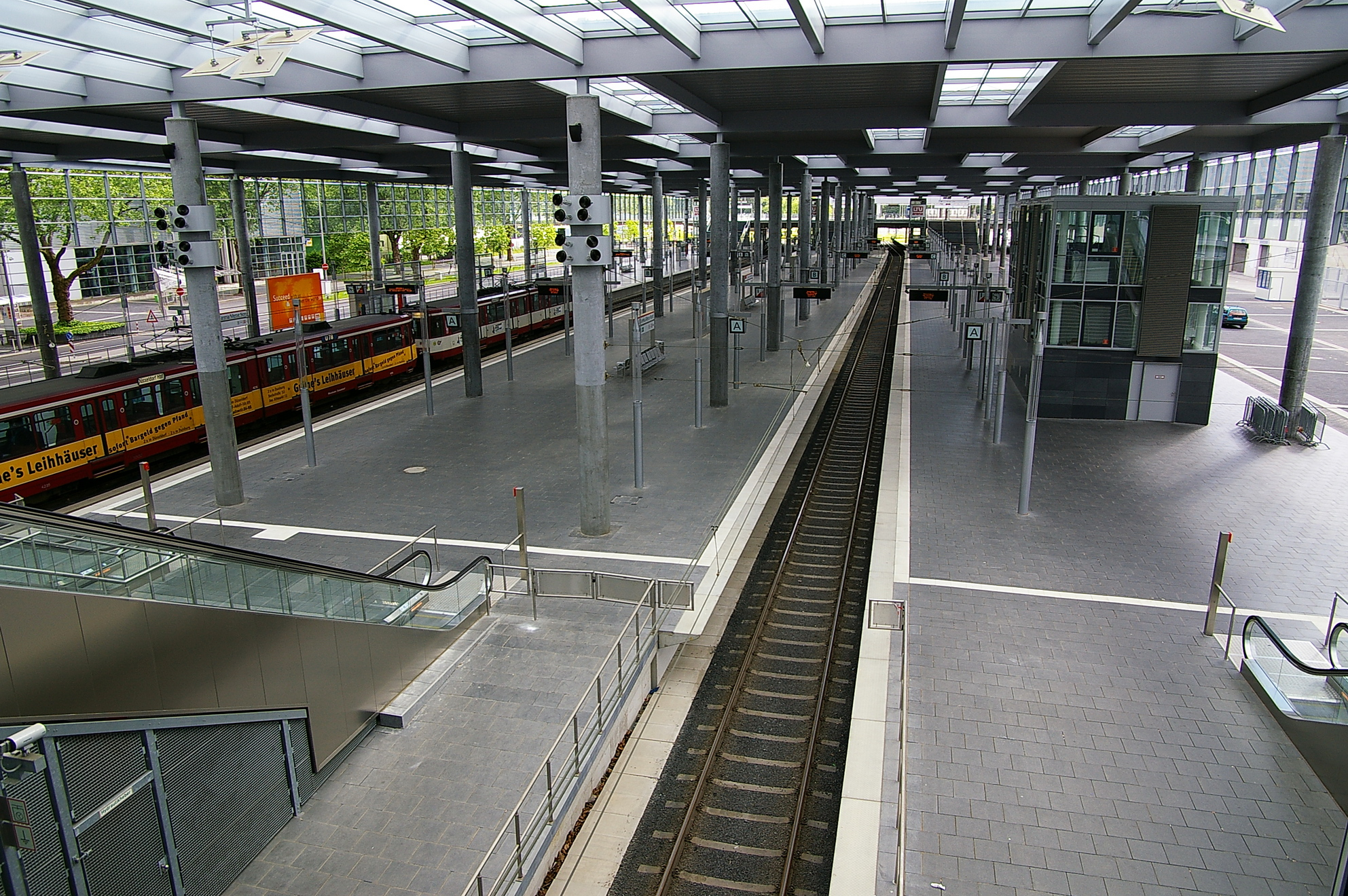
Die Station mit Gleis A und der Spanischen Lösung

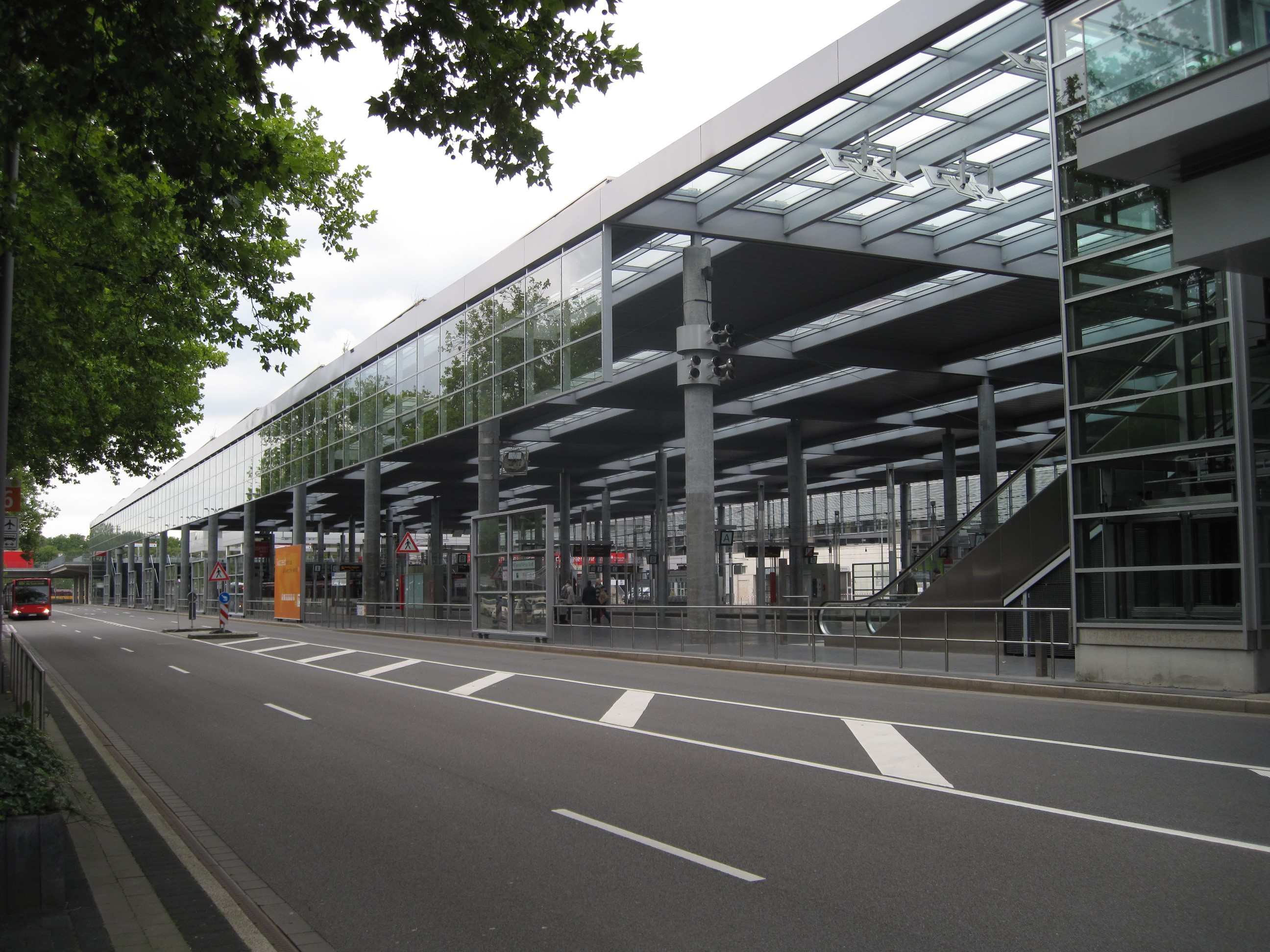
U-Bahnhof, Heinz-Ingenstau-Straße

Der Arena-Bahnhof verfügt über drei Gleise und drei Hochbahnsteige, deren Anordnung im Düsseldorfer Stadtbahnnetz eine Besonderheit darstellt: An beiden Seiten des nördlichen Gleises A befinden sich Bahnsteige, wodurch das gleichzeitige Aus- und Einsteigen – auch Spanische Lösung genannt – möglich ist. Auf diese Weise können aber erst mit der Umfahrung der Messe die Aufenthaltszeiten der Züge im Bahnhof und somit die Anzahl der eingesetzten Fahrzeuge reduziert werden. Vorläufig befindet sich südwestlich des Bahnhofs eine Wendeschleife.
Die Bahnsteige sind von beiden Enden des Arena-Bahnhofs über Treppen, Rolltreppen und Aufzüge erreichbar. Am nordöstlichen Ende liegt über den Gleisen der Messe-Eingang Nord. Am anderen Ende erstreckt sich über den Gleisen der südliche Eingang zur Arena. Das Bahnhofsdach ruht in einer Höhe von 12 Metern auf 48 Stützen und ist 12.000 m² groß, davon sind 4.000 m² aus Glas. Die Baukosten betrugen 37,3 Millionen Euro.

## Verkehr
Der Arena-Bahnhof liegt am Ende eines Abzweiges der ersten Stadtbahn-Stammstrecke und der ehemaligen D-Bahn und ist zurzeit die Endhaltestelle der Stadtbahnlinie U 78 vom/zum Düsseldorfer Hauptbahnhof, die von der Rheinbahn mit Stadtbahnfahrzeuge des Typs B80D in Dreifachtraktion bei Veranstaltungen in der Messe oder Arena und sonst in Doppeltraktion betrieben wird.
Bei Veranstaltungen der Messe oder in der Arena bedienen auch bis zu drei Buslinien den Arena-Bahnhof.
| Linie | Verlauf | Takt   |
| ----- | --- | ------ |
|       | Merkur Spiel-Arena/Messe Nord ( ← Sportpark Nord/Europaplatz ) – Mörikestraße – Freiligrathplatz – Messe Ost/Stockumer Kirchstraße – Nordpark/Aquazoo – Reeser Platz – Theodor-Heuss-Brücke – Golzheimer Platz – Kennedydamm – U Victoriaplatz/Klever Straße – U Nordstraße – U Heinrich-Heine-Allee – U Steinstraße/Königsallee – U Oststraße – U Düsseldorf Hbf Hochflurbetrieb der Rheinbahn; Linie gehört nicht zum Düsseldorfer Nachtnetz Abweichender Takt: Mo–Fr 19–20 Uhr, Sa–So 8–20 Uhr alle 15 min, täglich 20–22 Uhr alle 30 min; Bedienung der Haltestelle Sportpark Nord/Europaplatz Mo–Sa 8–20 Uhr und So 9–20 Uhr im 30-Minuten-Takt aber nicht an Messetagen und bei Veranstaltungen in der Arena; Linie verkehrt an Messetagen auch Sa und So ab 7:30 Uhr im 10-Minuten-Takt. | 10 min |
| E 78  | Linie betreibt ein anderes Unternehmen oder ist zurzeit nicht in Betrieb |        |
| 730   | Freiligrathplatz 1 – Falkenweg – Unterrath, Eckenerstraße – D-Unterrath – Unterrath, Kirche – D-Rath Mitte – Rather Broich – Mörsenbroicher Weg – Grafenberg, Staufenplatz – Ostparksiedlung – Gerresheim, Torfbruchstraße – Morper Straße – D-Gerresheim – Knuppertsbrück – Vennhausen, Siedlung Freiheit – D-Eller – Eller, Vennhauser Allee 2 – Hassels, Am Schönenkamp – D-Reisholz – Hassels, Kirche – Forststraße – Urdenbacher Allee – D-Benrath 3 – Koblenzer Straße (Haydnstraße) – Urdenbach, Tübinger Straße – Josef-Kürten-Platz4 Abschnitt 1–3: Mo-Fr 5–21, Sa 9–21 alle 10 min, übrige Zeit alle 15 min; Abschnitt 3–4: Mo-Fr 5–21, Sa 9–21 alle 20 min, übrige Zeit alle 30 min \|\|                                                                                             |        |
| 896   | Flughafen Terminal A/B/C → Flughafenverwaltung → Am Roten Haus → Messe Ost/Stockumer Kirchstr. → Messe, Osteingang → Messe-Center → Messe Congress Center → Stadthalle → Messe, Nordeingang → Am Roten Haus → Flughafen/Maritimplatz → Flughafen Terminal A/B/C verkehrt nur an Messetagen: \|\| 30 min |        |

## Planung
Nach dem Nahverkehrsplan 2017 der Landeshauptstadt Düsseldorf sollen zukünftig mit den Linien U 80 und U 82 zwei weitere Stadtbahnlinien den Arena-Bahnhof bedienen. Außerdem soll die Linie U 78 über den Arena-Bahnhof hinaus bis Meerbusch bzw. Krefeld weiterführen.
| Linie | Verlauf | Takt   |
| ----- | --- | ------ |
|       | U Düsseldorf Hbf – U Oststraße – U Steinstraße/Königsallee – U Heinrich-Heine-Allee – U Nordstraße – U Victoriaplatz/Klever Straße – Kennedydamm – Golzheimer Platz – Theodor-Heuss-Brücke – Reeser Platz – Nordpark/Aquazoo – Messe Ost/Stockumer Kirchstraße – Freiligrathplatz – Mörikestraße – Merkur Spiel-Arena/Messe Nord – Alt-Lörick (Niederlöricker Straße) – D-Lörick – Büderich, Landsknecht – Forsthaus – Haus Meer1 (– ... – Krefeld, Rheinstraße2) Geplante Verlängerung der Stadtbahn-Linie U 78 (Realisierung bis 2030, Hochflurbetrieb); Abschnitt 1–2 nur während der HVZ als Ersatz für die Linie U 70 | 20 min |
|       | U Düsseldorf Hbf – U Oststraße – U Steinstraße/Königsallee – U Heinrich-Heine-Allee – U Nordstraße – U Victoriaplatz/Klever Straße – Kennedydamm – Golzheimer Platz – Theodor-Heuss-Brücke – Reeser Platz – U Messe Süd – Merkur Spiel-Arena/Messe Nord Geplante Stadtbahn-Linie im Hochflurbetrieb | 20 min |
|       | Neuss Hbf 1 – Blücherstraße – NE Am Kaiser – D-Heerdt, Vogesenstraße – Handweiser – Zülpicher Straße – Böhlerweg (Krefelder/Düsseldorfer Straße) – Willstätterstraße – D-Lörick – Arena/Messe Nord – Mörikestraße – Freiligrathplatz – U D-Flughafen Terminal – Lichtenbroich, Wanheimer Straße – D-Flughafen 2 – Ratingen, Im Rott – Ratingen, Wasserwerk – Ratingen West3 Geplante Stadtbahn-Linie im Hochflurbetrieb; Verlängerung Abschnitt 1–2 bis 2030; Verlängerung Abschnitt 2–3 nach 2030 | 20 min |

## Weiterführende Informationen

Logo der Stadtbahn Rhein-Ruhr